# Life in a Tin Can
Life in a Tin Can es el undécimo álbum de The Bee Gees, lanzado en enero de 1973. 
los Bee Gees movieron su base de operaciones desde Inglaterra, Reino Unido, a Los Ángeles, California, en los Estados Unidos para grabar Life in a Tin Can. De todas formas fue imposible prevenir un declive comercial ya que el álbum fue criticado por la falta de innovación.
El álbum alcanzó la posición #10 en las listas Italianas y vendió 175,000 copias alrededor del mundo. "Saw a New Morning" fue un sencillo #1 en Hong Kong.

## Lista de canciones
1. "Saw a New Morning" – 4:13
2. "I Don't Wanna Be the One" – 4:05 (Barry Gibb)
3. "South Dakota Morning" – 2:25 (B. Gibb)
4. "Living in Chicago" – 5:39
5. "While I Play" – 4:28 (B. Gibb)
6. "My Life Has Been a Song" – 4:21
7. "Come Home Johnny Bride" – 3:50 (B. Gibb)
8. "Method to My Madness" – 3:10

- Todas las composiciones por Barry, Robin y Maurice Gibb excepto las indicadas.

- Datos: Q965202